# Császár Károly (irodalomesztéta)
Császár Károly (Kolozsvár, 1887. január 28. – Budapest, 1968. augusztus 4.) irodalomtörténész, esztéta, szerkesztő.

## Tanulmányai
Tanulmányait szülővárosában, Kolozsvárott folytatta egészen a tanári oklevél és a bölcsészdoktori cím megszerzéséig. Doktori disszertációját a református papról, a magyar puritánusok egyik vezéralakjáról, „Medgyesi Pál élete és működése” címmel írta, ami könyv alakban is megjelent Budapesten 1911-ben. Egy német tanulmányúton a jénai és lipcsei egyetemeken kiegészítette ismereteit.

## Pályafutása
1912-ben pedagógusi pályára lépett, Kolozsvárott kinevezték középiskolai tanárnak, majd a református leánygimnázium igazgatója lett. Azonban a tudományos kutatómunka állt hozzá közelebb, tanulmányok írása, a lapszerkesztés érdekelte, s így kutatásait tovább folytatta.
1927-ben került be a Pásztortűz köré csoportosult írók társaságába, amikor felfigyeltek „A jelenkori nyelvújítás” (Kolozsvár, 1928) című tanulmányára. 1930 májusában a Minerva Részvénytársaság igazgatósága felkérte a Pásztortűz felelős szerkesztői feladatának ellátására. Több mint négy éven keresztül végezte ezt a felelősségteljes munkát, majd újabb négy évig szerkesztőként működött. Ekkor alakult ki ismeretsége és barátsága írótársaival, leginkább Reményik Sándorral, Dsida Jenővel és később Kéki Bélával. Kezdő írók, költők pártfogója volt, kiterjedt levelezést folytatott a magyar irodalmi élet szereplőivel, meg a folyóirat olvasóival is.
Nagyon szerette Kuncz Aladárt, s főleg a halála előtti időszakban, mikor Dadi (mindenki így szólította) már nagybeteg volt, megörvendeztette az élete főművének számító Fekete kolostor megjelentetésével.
Az 1934-es helikoni találkozó fontos irodalomtörténeti eseménynek számított, nemcsak a Helikon és a Pásztortűz számára, hanem Császár Károlynak is, aki először vett részt – Kemény János meghívására – a marosvécsi találkozón. Ekkor állapították meg, hogy „a Helikon és a Pásztortűz között ideális együttműködés valósítható meg, s ez mindkettőre nézve üdvös és gazdaságos lehet anélkül, hogy egyik a másiknak eredeti célkitűzéseit és egyéniségét érintené.”
Az 1950-es években korrektorként dolgozott az Állami Könyvkiadó kolozsvári szerkesztőségében. 1958 nyarán, sok nehézség leküzdése után, leányával együtt áttelepült Magyarországra. Előadásokat tartott a Pásztortűzről és Reményikről. Látása egyre romlott, a János kórházban halt meg 1968. augusztus 3-án. Temetésén – a családon kívül – kevesen vettek részt. Ravasz László, Kovács Lászlóné, Várkonyi Dezső, Maksay Albert és még sokan, mint régi barátok részvétleveleikkel búcsúztak tőle.

## Egyesületi, társulati tagsága
- Az Erdélyi Irodalmi Társaságnak,
- az Erdélyi Múzeum-Egyesületnek tagja volt.
- 1934-ben a marosvásárhelyi Kemény Zsigmond Társaság tagjai sorába választotta.

## Művei
Tanulmányain kívül főleg könyvrecenziói jelentek meg az Erdélyi Irodalmi Szemlében és lapjában, a Pásztortűzben. Ő volt a konzervatív irodalmi irányzat egyik szervezője és irányítója. 
- Medgyesi Pál élete és működése (Bp., 1911);
- A jelenkori nyelvújítás (Kolozsvár, 1928);
- Irodalmi értékelés és erdélyiség (Kolozsvár, 1937) című tanulmányát az Erdélyi Múzeum-Egyesület felkérésére írta.
- A Pásztortűz őrizője. Dr. Császár Károly hátrahagyott művei, levelezése; vál., szerk. Vincze Pálné Császár Mária; Romanika, Bp., 2013 (Irodalmi építőkövek sorozat)

## Értékelése
„Dr. Császár Károly nem tartozik a két világháború közötti romániai magyar irodalom ismert írói közé, nincsenek látványos, közönségsikert aratott könyvei, ronggyá olvasott regényei, de mégis számon kell őt tartanunk, nemcsak azért, mert tagja volt a Helikon írói közösségnek, hanem mert nélküle nem lenne teljes a kor irodalomtörténete.”

## Kapcsolódó információk
- Tudományos Könyvkiadó